# Kertasari (Haurwangi)
Kertasari is een bestuurslaag in het regentschap Cianjur van de provincie West-Java, Indonesië. Kertasari telt 6430 inwoners (volkstelling 2010).